# ترافنتال
ترافنتال (به آلمانی: Traventhal) یک شهر در آلمان است که در زگه‌برگ واقع شده‌است. ترافنتال ۵۳۰ نفر جمعیت دارد.اُدو باردُویکس وظیفه شهرداری ترافنتال را برعهده دارد.